# Лондонський філармонічний оркестр
Лондонський філармонічний оркестр (англ. London Philharmonic Orchestra) (ЛФО) — один з провідних симфонічних оркестрів Великої Британії. Основним майданчиком оркестру є побудований в 1949 році Королівський фестивальний зал. Лондонський філармонічний оркестр — основний колектив Глайндборнського фестивалю.

## Історія
Оркестр був заснований у 1932 році сером Томасом Бічемом і зіграв свій перший концерт 7 жовтня 1932 року в концертному залі Квінс-хол (Queen's Hall) в Лондоні. Серед диригентів, які відігравали важливу роль у становленні оркестру, були Малколм Сарджент, Пол Берд і Девід МакКаллум. В одному з перших концертів оркестру, у листопаді 1932-го року, як соліст брав участь 16-річний Ієгуді Менухін.
У 30-ті роки ЛФО був обраний як виконавець для міжнародних оперних сезонів у Королівському театрі Ковент-Гарден, художнім керівником якого був Бічем. Бічем виступив диригентом на декількох записах для лейбла Columbia Records, включаючи чудово прийнятий критиками запис 1939 року другої симфонії Брамса, яка згодом була перевипущена на грамплатівці і компакт-диску.
У 1939 році спонсорська підтримка оркестру припинилася, і оркестр став самоврядним. Під час Другої світової війни активно гастролював по країні, але втратив частину музичних інструментів під час авіанальоту на Квінс-хол у травні 1941 року. Тоді BBC виступила зі зверненням до своїх слухачів, після чого оркестр отримав інструменти як подарунки від громадян, що дало йому змогу поновити роботу.
У повоєнні роки оркестр очолювали:
- 1947—1950 Едуард ван Бейнум
- 1950—1957 Адріан Боулт
- 1958—1960 Вільям Стайнберг
- 1962—1966 Джон Прітчард
- 1967—1979 Бернард Гайтінк
- 1979—1983 Георг Шолті
- 1983—1990 Клаус Теннштедт
- 1990—1996 Франц Вельзер-Мест
- 2000—2007 Курт Мазур
- 2007—2021 Володимир Юровський
- з 2021 року Едвард Гарднер